# Regiunea Mandalay
Regiunea Mandalay este o diviziune administrativă a Myanmarului. Este situată în centrul țării, se învecinează cu Regiunea Sagaing și Regiunea Magway la vest, statul Shan la est, și regiunea Bago și statul Kayin la sud. Capitala regională este Mandalay. La sud de această regiune se află capitala națională, Naypyidaw.